# سئو هیون-دئوک
سئو هیون-دئوک (انگلیسی: Seo Hyun-deok؛ زادهٔ ۹ مهٔ ۱۹۹۱) یک بازیکن تنیس روی میز است.
وی در مسابقات کشوری و بین‌المللی در مجموع برنده ۲ مدال برنز شده‌است.